# تسلسل تاريخي ليسوع

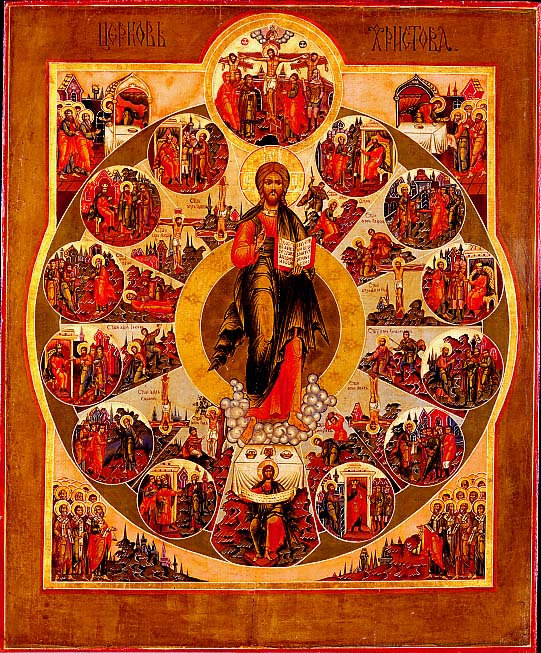
أيقونة روسية قروسطية مسيحية تصوّر حياة يسوع

يهدف التسلسل التاريخي ليسوع إلى وضع خط زمني لأحداث حياة يسوع. ربط العلماء بين الوثائق والتقويمات الفلكية اليهودية واليونانية-الرومانية، وحسابات العهد الجديد لتقدير تواريخ الأحداث الرئيسية في حياة يسوع.
يُستخدم منهجان رئيسيان لتقدير سنة ميلاد يسوع: الأول مبني على روايات الأناجيل عن الميلاد استنادًا لحقبة حكم الملك هيرودس الأول، والثاني عن طريق طرح عمره المُعلن «قرابة الثلاثين» عندما ابتدأ يكرز. يفترض معظم العلماء -بناءً على هذا- أن تاريخ ميلاده بين سنتي ستة وأربعة قبل الميلاد.
استُخدمت ثلاث معلومات مفصلة لتقدير السنة التي ابتدأ يسوع فيها بالكرازة: الأولى تتضمن ذكر أن عمره كان «نحو ثلاثين سنة» خلال «السنة الخامسة عشرة» لمُلك القيصر تيبيريوس، أما المعلومة الثانية فهي عن تاريخ بناء الهيكل الثاني في أورشليم، والمعلومة الثالثة عن موت يوحنا المعمدان. يقدر العلماء أن يسوع ابتدأ يكرز ويجمع أتباعه حوالي سنة 28-29 ميلادية. ظل يسوع يكرز سنة واحدة على الأقل، بحسب الأناجيل الإزائية الثلاثة، وثلاث سنوات بحسب يوحنا الإنجيلي.
استخدمت خمس طرق لتقدير تاريخ صلب يسوع. تعتمد الأولى على مصادر غير مسيحية، مثل: يوسيفوس فلافيوس، وتاسيتس. ثمة طريقة عكسية ثانيةً تعتمد على محاكمة الوالي الروماني غاليون المعروفة لبولس الرسول في كورنثوس في سنة 51/52 ميلاديًا لتقدير تاريخ اعتناق بولس للمسيحية. تفضي كلتا الطريقتين إلى أن الصلب حدث عام 36 ميلاديًا على أقصى تقدير. يتفق العلماء عمومًا على أن يسوع صُلب بين عامي 30 و36 ميلاديًا. تعتبر حسابات طريقة إسحاق نيوتن الفلكية أن ميعاد الفصح القديم -الذي يُحدد دائمًا عن طريق البدر الكامل- كان يوم الجمعة، وهوما تذكره الأناجيل الأربعة كلها أيضًا. هذا يشير إلى تاريخين محتملين للصلب، هما السابع من أبريل سنة 30 ميلاديًا، والثالث من أبريل سنة 33 ميلاديًا. في طريقة رابعة تستند إلى الخسوف القمري، يُفهم من قول الرسول بطرس أن القمر تحول إلى دم عند الصلب (أعمال الرسل 2: 14 -21) أنه يشير إلى خسوف القمر الذي حدث في الثالث من أبريل سنة 33 ميلاديًا، رغم أن علماء الفلك يتناقشون حول ما إذا كان الخسوف مرئيًا في أقصى الغرب حتى أورشليم. تستخدم الأبحاث الفلكية الحديثة التباين بين تاريخ الفصح الأخير ليسوع الإزائي من جهة وتأريخ «الفصح اليهودي» الأخير بحسب يوحنا من جهة أخرى، مقترحةً أن العشاء الأخير ليسوع كان يوم الأربعاء الأول من أبريل سنة 33 ميلاديًا، والصلب يوم الجمعة الثالث من أبريل سنة 33 ميلاديًا والقيامة بعدها بيومين.

## السياق والنظرة العامة

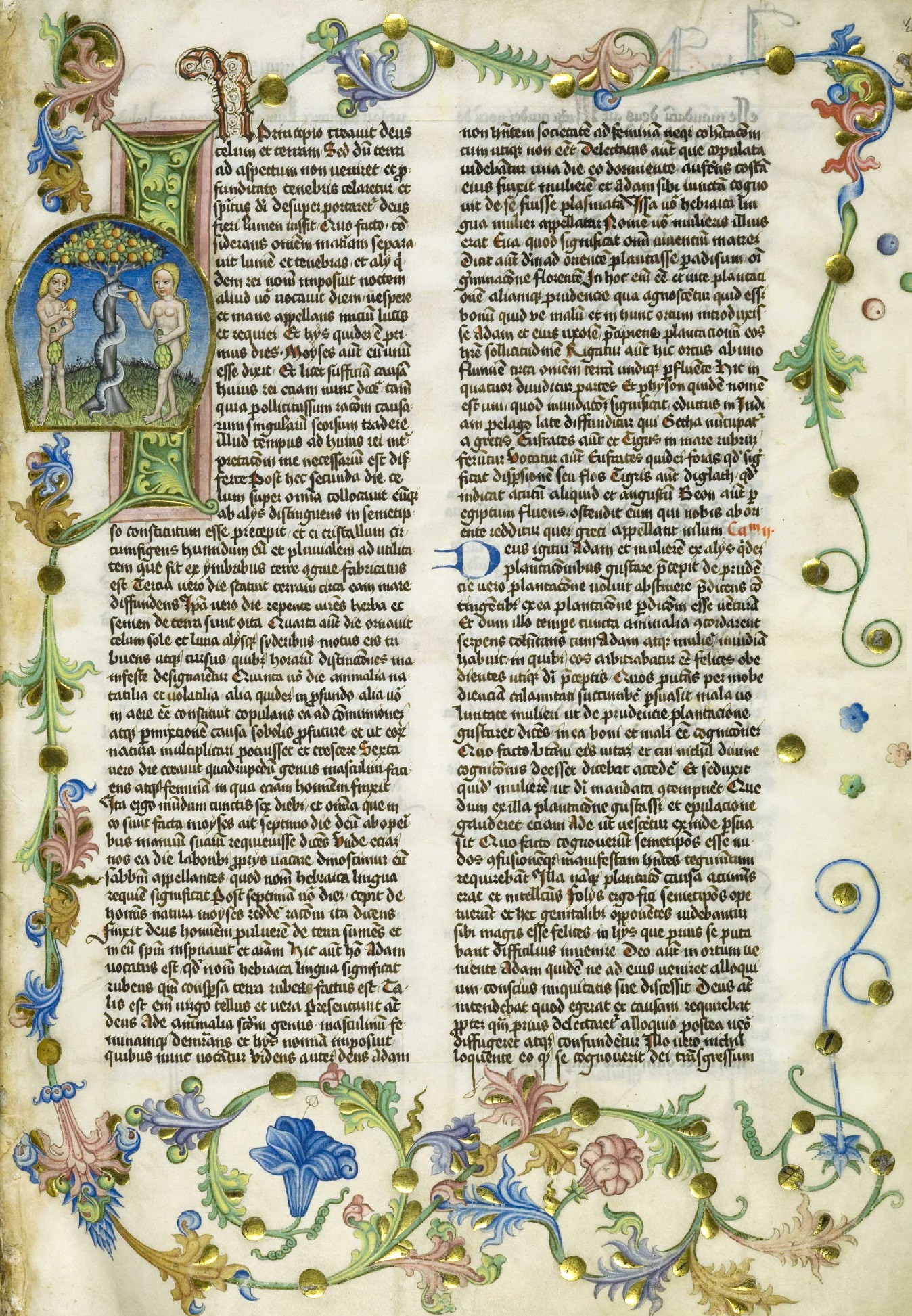
عاديات اليهود التي كتبها يوسيفوس فلافيوس حوالي 93-94م، والتي تشكل مصدرًا لتأريخ حياة يسوع

لا تدّعي الأناجيل المسيحية أنها تقدم قائمة شاملة بالأحداث التي جرت في حياة يسوع. كُتبت كوثائق لاهوتية في ظل المسيحية المبكرة أكثر من كونها سجلات تاريخية، ولم يُبدِ كتبتها اهتمامًا يُذكر بتسلسل تاريخي قطعي لحياة يسوع أو مزامنة أحداث حياته مع التاريخ العلماني لهذا العصر. أحد الدلائل أن الأناجيل هي وثائق لاهوتية وليست سجلات تاريخية هي احتواء نحو ثلثها لسبعة أيام فقط، أي الأسبوع الأخير من حياة يسوع في أورشليم، والمعروف أيضًا بآلام المسيح.
مع ذلك، تمد الأناجيل ببعض التفاصيل المتعلقة بأحداث يمكن أن تؤرّخ بوضوح، لذلك يمكننا أن نحدد نطاقات زمنية للاحداث الرئيسية في حياة يسوع بالمقارنة مع مصادر منفصلة. استُخدم عدد من الوثائق التاريخية غير المسيحية، مثل: المصادر اليهودية، واليونانية-الرومانية، في التحليلات التاريخية للتسلسل التاريخي ليسوع. يتفق كل المؤرخين المعاصرين تقريبًا على أن يسوع كان شخصًا موجودًا بالفعل، ويعتبرون معموديته وصلبه حدثين تاريخيين، ويفترضون أنه يمكن تقدير المدى التقريبي لهذه الأحداث.
باستخدام هذه الأساليب، يفترض معظم العلماء أن تاريخ الميلاد هو بين سنة ستة وأربعة قبل الميلاد، وأن كرازة يسوع بدأت نحو سنة 27-29 ميلاديًا واستمرت من سنة إلى ثلاث سنوات. احتسبوا أن موت يسوع حدث بين عامي 30 و36 ميلاديًا.

## سنة ميلاد يسوع
لا يرد تاريخ ميلاد يسوع الناصري في الأناجيل ولا في أي نص علماني، لكن معظم العلماء يفترضون أن تاريخ الميلاد هو بين سنتي ستة وأربعة قبل الميلاد. استُعملت طريقتان رئيسيتان لتقدير سنة ميلاد يسوع: إحداهما مبنية على روايات ميلاده في الأناجيل استنادًا إلى فترة حكم الملك هيرودس الأول، والأُخرى مبنية على طرح سنّه المُعلن «نحو 30 سنة» من الوقت عندما ابتدأ يكرز (لوقا 3: 23) في «السنة الخامسة عشرة من سلطنة طيباريوس قيصر» (لوقا 3: 1-2). تحدد هاتان الطريقتان تاريخ الميلاد قبل وفاة هيرودس سنة أربعة قبل الميلاد، وتاريخ الميلاد نحو سنة اثنين قبل الميلاد، على التوالي.

### المرجع الإنجيلي لفترة حكم الملك هيرودس
تختلف روايتي ميلاد يسوع في إنجيلي متى ولوقا -واللذان كُتبا بشكل منفصل- اختلافًا جوهريًا عن بعضيهما البعض. مع ذلك، هناك بعض العناصر المتوافقة التي يبدو أنها اشتُقت من تقليد قديم مشترك:
- وُلد يسوع في فترة حكم هيرودس الأول الكبير (متى 2: 1، لوقا 1: 5، لوقا 1: 2).
- في بيت لحم (متى 2: 5، لوقا 2: 4-15).
- قبيل انتقال والديه إلى الناصرة (متى 2: 22)، أو قبل رجوعهم إلى الناصرة (لوقا 2: 39).
- كان والديه مريم ويوسف مخطوبين (متى 1: 18-20، لوقا 1: 27، لوقا 2: 5).
- كان ميلاده عذريًا بالروح القدس.
- أعلن الملاك ميلاد يسوع، واسمه، ودوره باعتباره مشيح (كونه سليل الملك داود وابن الله)، ومهمته هي إنقاذ شعبه من الخطية (متى 1: 21، لوقا 1: 77، لوقا 2: 11-30).

هكذا يربط كل من لوقا ومتى بشكل منفصل ميلاد يسوع بحقبة هيرودس الكبير. علاوة على ذلك، يشير متى إلى أن يسوع كان في الثانية من عمره عندما أمر هيرودس بقتل جميع الصبيان في بيت لحم الذين بلغوا الثانية من العمر ما سُمي مذبحة الأبرياء (متى 2: 16).
تتبع معظم الدراسات المتعلقة بتاريخ وفاة هيرودس حسابات إميل شورير المنشورة في عام 1896 والتي نقحت تاريخ الوفاة التقليدي من سنة واحد قبل الميلاد إلى سنة أربعة قبل الميلاد. كان اثنان من أبناء هيرودس -أرخيلاوس وفيلبس رئيس الربع- يؤرخان حكمهما منذ سنة أربعة قبل الميلاد، رغم أرخيلاوس كان على ما يبدو يملك السلطة الملكية خلال حياة هيرودس. دام حكم فيلبس سبعة وثلاثين عامًا، حتى موت في السنة الـعشرين لتيبريوس (34 ميلادية)، ما يعني أنه اعتلي العرش سنة أربعة قبل الميلاد. يدعم بعض العلماء التاريخ التقليدي لموت هيرودس وهو عام واحد قبل الميلاد. يقترح فيلمر وستينمان -على سبيل المثال- أن هيرودس مات في عام واحد قبل الميلاد، وأن ورثته أرخوا تاريخيًا فترة حكمهم في عام أربعة أو ثلاثة قبل الميلاد لتأكيد تداخل فترة حكمهم مع حكم هيرودس تعزيزًا لشرعيتهم. سبق موت هيرودس خسوف قمري ثم احتفالًا بالپيسَح وفقًا لحسابات يوسفوس. حدث خسوف في الثالث عشر من مارس عام أربعة قبل الميلاد، أي قبل حوالي تسعة وعشرين يومًا من الپيسَح، واقتُرح أن يكون هذا الخسوف ما أشار إليه يوسفوس. لكن حدثت خُسُف أخرى خلال هذه الفترة، والبعض يؤيد خسوف العام الخامس قبل الميلاد وخسوفي عام واحد قبل الميلاد الذان حدثا في العاشر من يناير والتاسع والعشرون من ديسمبر من نفس العام. ومع ذلك، يفضل معظم العلماء أن يعتبروا أن تكون سنة ميلاد يسوع بين عامي ستة وأربعة قبل الميلاد.

## وصلات خارجية
- الموسوعة الكاثوليكية (1910): تسلسل تاريخي لحياة يسوع (بالإنجليزية)